# Вязовка (приток Пукши)
Вязовка — река в России, протекает по Кашинскому району Тверской области и Угличском районе Ярославской области; левый приток реки Пукша.
Сельские населённые пункты около реки: Кашинский район — Костенево, Усатиково, Савашкино, Вахромеево, Токарево; Угличский район — Щелково, Пониснево.